# Pterobdella fuqingensis
Pterobdella fuqingensis is een ringworm uit de familie van de Piscicolidae. De wetenschappelijke naam van de soort is voor het eerst geldig gepubliceerd in 2002 door Yang.